# 洺磁路
洺磁路，元朝的路。
元宪宗二年（1252年）改邢洺路置，治所在永年县（即今河北省邯郸市永年区东南城关镇）。辖境相当今河北省威县、鸡泽、曲周、肥乡、成安、磁县、武安、邯郸、永年等地。至元十五年（1278年）改名为广平路。